# FN MAG
De FN MAG-mitrailleur is een automatisch, luchtgekoeld, licht machinegeweer dat werkt volgens het principe van gasdruk. De munitietoevoer vindt plaats met behulp van een patroonband, waarbij een vuursnelheid wordt bereikt van ongeveer 700 tot 750 schoten per minuut. Het wapen is in principe door één persoon te bedienen, maar voor het snel herladen en corrigeren van de schutter is een helper gewenst. Het wapen, waarmee alleen automatisch kan worden gevuurd, wordt gebruikt voor afstanden tot 800 m op de voorsteunen, en tot 1800 m op de driepoot. Ook kan het wapen gemonteerd worden op voertuigen door middel van een (per voertuig verschillend) affuit. 
De mitrailleur werd geproduceerd door de Fabrique Nationale de Herstal in België en is ontwikkeld in de jaren vijftig. De productie van deze mitrailleur werd ter hand genomen in 1958 en hij is sindsdien in meer dan 80 landen over de gehele wereld in gebruik genomen, waaronder Nederland. Het kaliber is 7,62×51mm NAVO, dit kaliber werd door de NAVO als een standaard ingevoerd. MAG staat voor Mitrailleuse d'Appui Général.

## Ontwerp
Deze mitrailleur heeft een patroonband van 230 patronen die in een munitiekist wordt vervoerd. De bovenste deksel van de mitrailleur moet eerst worden geopend (via twee palletjes aan de zijkanten van het deksel), waardoor het aanbrengvlak zichtbaar wordt. Hier bovenop moet dan de patroonband worden neergelegd en de bovenste deksel worden gesloten. Door de spangreep naar achter te trekken wordt het sluitblok naar achteren gebracht. Het sluitblok blijft hierna in de achterste stand staan. Nadat de trekker wordt overgehaald komt het sluitblok naar voren en neemt één patroon uit de band en brengt deze in de kamer. Bij deze voorwaartse beweging wordt de patroon uit de bandschakel geduwd. Deze schakel wordt direct daarna via de rechterkant uitgeworpen. Nadat het sluitblok in de voorste positie vergrendeld is wordt de patroon direct afgevuurd. De gasdruk die hierbij wordt opgebouwd wordt gedeeltelijk gebruikt om het sluitblok weer naar achter te brengen. Met de achterwaartse beweging neemt het sluitblok de lege huls mee en werpt deze via de onderzijde van het wapen uit. In het deksel zit een mechanisme om de patroonband verder aan te voeren. Zolang er munitie aangevoerd wordt en de trekker ingedrukt blijft zal het wapen blijven vuren. De mitrailleur heeft een gasbuis onderaan de loop en kan worden ingesteld. Het wapen is bijzonder eenvoudig in gebruik en heeft een respectabele staat van dienst opgebouwd.

## Betrouwbaarheid en nauwkeurigheid
De FN MAG heeft bewezen een extreem betrouwbaar wapen te zijn in alle omstandigheden en condities. Het Amerikaanse leger heeft met de MAG 26.000 patronen verschoten, zonder één hapering en zonder de loop te verwisselen. Een MAG heeft standaard één loop plus een wisselloop. Bij het schieten wordt de loop heet en moet daarom regelmatig gewisseld worden. Dit dient bij voorkeur na iedere twee munitiekisten (bij snelvuur na één kistje) te gebeuren, omdat beide lopen dan gelijkmatig slijten en nagenoeg dezelfde schietresultaten behouden. Deze wisseling kan eenvoudig in drie seconden uitgevoerd worden, door de pal onder het draaghandvat in te drukken en de loop eruit te draaien, zonder dat andere handelingen, zoals opnieuw afstellen, aan het wapen nodig zijn. De mitrailleur heeft uitklapbare voorsteunen die het mogelijk maken om over een lange afstand te vuren. Een goede MAG-schutter kan een doel van 15 bij 15 cm treffen op een afstand van 800 meter. Daarbij moet dan wel de "wrik-methode" worden toegepast: een rechtshandige schutter houdt met zijn linkerhand de kolf bij de oogdop vast en perst het wapen zo hard mogelijk in de grond, waardoor de voorsteunen stevig blijven staan. Hierdoor worden trillingen tijdens het schieten geminimaliseerd. Het vizier kan voor lange-afstandsvuur (tot 1800 meter) ook omhoog geklapt worden, maar deze methode wordt niet vaak toegepast. De MAG kan ook op een speciale affuit geplaatst worden die - uitgeklapt - door één soldaat kan worden meegenomen. Gemonteerd op deze affuit kan het wapen nog nauwkeuriger vuur over grote afstand afgeven.

## Gebruik
Het wapen is in Nederland en België vooral gebruikt bij de infanterieeenheden. In de jaren 60 werd de MAG ook gebruikt als boordwapen op de pantserwagen DAF YP-408 (zie DAF), maar werd later vervangen door een machinegeweer met een kaliber van .50 (12,7 millimeter). Ook de originele uitvoering van de M113 C&V had een MAG op draaiaffuit, geplaatst op het frontpantser, voor de positie van de voertuigcommandant. Bij de renovatie en herbewapening van deze voertuigen eind jaren '70 is de MAG komen te vervallen. Het wapen kon gebruikt worden door de individuele infanterist op het slagveld ter ondersteuning van de infanterist die met de FN FAL was uitgerust. Tegenwoordig wordt de Amerikaanse MAG-versie op gepantserde voertuigen als boordwapen ingezet. Ook in de luchtmacht wordt het wapen ingezet als boordwapen, zoals bij de Sea Hawk. De FN MAG is nog steeds in gebruik bij het Nederlandse Korps Mariniers alsmede bij de luchtmacht en landmacht. Per geweergroep van een infanterie-eenheid is er één MAG-team, bestaande uit de schutter en de bevoorrader. De laatste heeft als persoonlijk wapen een Colt C7NLD. De FN MAG wordt gebruikt als boordwapen bij de Chinook en Cougar helikopter. Hier gaat deze door het leven als Heli-MAG. Verder zijn er nog meerdere versies van dit wapen in gebruik bij defensie waaronder de MAG 2000, dit is een MAG met een Picatinny rail voor het monteren van een Elcan richtmiddel of een fotomultiplicator.
De MAG COAX wordt nog steeds gebruikt als coaxiaal machinegeweer in zowel de Leopard 2A6 als de genietank als de YPR 765 PRI (pantser rupsinfanterie) en de CV9035NL.
De MAG COAX wordt ingezet om "zachte", dat wil zeggen ongepantserde doelen uit te schakelen tot op 1000 meter, alsook om doelen te markeren met tracers voor men met het kanon vuurt.

## Onderhoud
De mitrailleur is simpel qua ontwerp en eenvoudig in een paar handelingen uit elkaar te halen en schoon te maken. Eerst wordt de loop verwijderd. Daarna wordt de kolf verwijderd door deze omhoog te schuiven na het indrukken van de achterwandpal. Na de sluiterveer te hebben verwijderd te en vervolgens de spangreep naar achteren te trekken kan het grote sluitblok uit de wapenkast worden getrokken. Daarna wordt de trekkergroep en de bodemsluitplaat verwijderd.
Het schoonmaken van de gasregelaar is wel wat meer werk. Schoonmaken werd dan ook vaak gedaan met kerosine die alle kruitafzetting kan oplossen.

## Bijgeleverde onderdelen
De MAG bezit een draagriem die over de schouder gedragen kan worden. De mitrailleur kan hiermee vanuit de heup worden bediend. Dit verdient echter niet de voorkeur. Verder is er ook een onderhoudstas, met onderhoudsmiddelen bijgeleverd. Ook is er een speciale draagtas voor de wisselloop. Daarnaast is er ook nog een mondingsstop voor oefenmunitie. Voor de speciale uitvoeringen zoals MAG-Heli en MAG 2000 worden andere onderdelen geleverd die het wapen geschikt maken voor het specifieke gebruik.

## Nadelen MAG
Hoewel de MAG veel voordelen heeft zijn er toch wel nadelen. Onder andere het gewicht van de mitrailleur. Wie ook nog een patroonband van 230 patronen bij zich heeft, moet een behoorlijk gewicht meeslepen. Bij de infanterie is het daarom noodzakelijk twee soldaten bij één mitrailleur te betrekken (schutter en helper). Beiden hebben als persoonlijk wapen een pistool, alhoewel sommige eenheden de MAG-helper een FN FAL geweer meegeven.
Ondanks de nadelen werd de MAG veel ingezet bij de missies van Nederlandse krijgsmacht in Afghanistan, als toevoeging aan het gebruikelijke arsenaal van een infanteriepeloton of gemonteerd op een Mercedes-Benz GD 7,5 kN.
Bij de Landcomponent van Defensie is het een standaard bij alle landmachteenheden.